# Nejc Mevlja
Nejc Mevlja, slovenski nogometaš, * 12. junij 1990, Ljubljana.
Mevlja je profesionalni nogometaš, ki igra na položaju branilca. Od leta 2024 je član italijanskega kluba Corno Calcio. Pred tem je igral za slovenske klube Gorico, Brdo in Maribor, škotski Livingston, romunski Pandurii Târgu Jiu, bosansko-hercegovski Zrinjski Mostar, hongkonški Pegasus, švicarski Schaffhausen in italijanski Gemonese 1919. Skupno je v prvi slovenski ligi odigral več kot 110 tekem. Bil je tudi član slovenske reprezentance do 19 in 21 let.
Tudi njegov brat dvojček Miha je nogometaš.